# Mercurialis longistipes
Mercurialis longistipes là một loài thực vật có hoa trong họ Đại kích. Loài này được (3242+) Baksay mô tả khoa học đầu tiên năm 1957.